# Tune In, Tokyo...
Tune In, Tokyo... är ett livealbum av Green Day som släpptes 9 oktober 2001. Det spelades in under bandets Japan-turné i mars 2001. Låtarna är hämtade från albumen Nimrod (spår 4) och Warning: (övriga).

## Låtlista
1. "Church on Sunday" - 3:51
2. "Castaway" - 5:21
3. "Blood, Sex and Booze" - 3:40
4. "King for a Day" - 4:57
5. "Waiting" - 4:13
6. "Minority" - 6:44
7. "Macy's Day Parade" - 4:24